# Raul Córdula
Raul Córdula Filho (Campina Grande, 17 de abril de 1943) é um pintor, artista gráfico, cenógrafo, professor e crítico de arte brasileiro.

## Biografia[3]
Raul Córdula é artista plástico, curador e crítico de arte. Com mais de 50 anos de arte, seu repertório e poética é atravessado pela arte primitiva, o concretismo, neoconcretismo, nova figuração, arte experimental, arte engajada, arte postal. 
Conhecido principalmente pela sua pintura geométrica, o artista nasceu em Campina Grande, Paraíba, em 17 de abril de 1943. Filho do professor Raul Córdula, mudou-se com a família para o Rio de Janeiro – RJ em 1946. Ao regressar a Paraíba, primeiramente em Campina Grande em 1957, começa a pintar acompanhado de um grupo de adolescentes do qual participaram Flávio Bezerra de Carvalho, artista que morreu ainda criança, e Ney Suassuna.
Um ano depois, a família fixa residência em João Pessoa-PB. Nesta época, estudou desenho na Escola de Arte de Campina Grande com o professor Miranda e a professora Lourdes Almeida. O ano de 1959 foi marcante para o jovem que almejava ser artista. Conhece os grupos de poetas e intelectuais, próximos à vertente artística concretista e construtivista, conhece Jomard Muniz de Brito, tem contato com o texto emblemático “Teoria do Não Objeto”, publicado no jornal o Globo no Rio de Janeiro de autoria de Ferreira Gular, imediatamente ao seu lançamento.
No Rio de Janeiro, estudou técnica de pintura com o professor Domenico Lazzarini no Museu de Arte Moderna e história da arte com professor Carlos Cavalcanti ,no Instituto de Belas Artes (atualmente Escola de Artes Visuais do Parque Lage), entre os anos de 1962 e 1963. Assim como, teve orientações técnicas e teóricas nos ateliers de Adão Pinheiro (Olinda), Márcio Mattar (Rio de Janeiro), Iberê Camargo, Lygia Clarck e Hélio Oiticica (Rio de Janeiro).

### 1960
A dinâmica das artes plásticas no eixo Rio-São Paulo, caracteriza-se pela consolidação de museus de arte e pelas polêmicas e os discursos narrativos trazidos pela Bienal de São Paulo. Uma ampliação do conceito de arte brasileira para arte internacional brasileira parece se esboçar com as defesas e recuos em relação à arte abstrata e o figurativismo. Anos depois, essas polêmicas serão sistematizadas e teorizado por críticos e historiadores de arte. O Museu de Arte Moderna (MAM-RJ) se revelou como um espaço importante às manifestações de vanguarda, realizando mostras como Exposição Opinião 65, Exposição Nova Objetividade Brasileira, em 1967, Salão da Bússola em 1969 e Domingos de Criação em 1971. 
No Nordeste, surgem movimentos como o Movimento da Cultura Popular em Recife-PE, o Teatro Popular do Nordeste de Hermilo Borba Filho e Ariano Suassuna, em João Pessoa-PB. Ainda na Paraíba, o Clube do Silêncio, a Geração 59 e o Grupo Sanhauá foram movimentos responsáveis pelas mobilizações de vanguarda, na época, no meio cultural no início da década de 1960. Inicialmente formada por poetas, no decorrer de suas atividades outras categorias artísticas foram acrescidas, como: teatro, música, artes visuais e ciência. 
Raul Córdula, seu pai, diretor da Divisão de Documentação e Cultura (DDC), realizou uma série de eventos culturais viabilizando a atuação de artistas de várias linguagens. Raul Córdula Filho teve seu contato com o movimento por meio do Salão de Poesia, organizado pela DDC, em que ilustrava os poemas junto a Walmick Brito. Assim, foi na Geração 59 que o artista ressalta que “adquiriu a sua poética”.
Marcado por esse panorama de efervescência cultural, Raul Córdula integrou o grupo, que criou a Escola de Artes Plásticas Tomaz Santa Rosa, no Theatro Santa Roza, que posteriormente em 1963 foi absorvida pela Universidade Federal da Paraíba, para formar o Serviço de Artes Plásticas do Departamento Cultural da Universidade Federal da Paraíba, núcleo da atual Pró-Reitoria de Extensão Cultural. Como fruto das experiências no ateliê desta universidade, em 1960, acontece a primeira exposição individual do artista na Biblioteca Pública da Paraíba, João Pessoa-PB, apresentando 22 trabalhos. A partir desta data, logo participou dos seus primeiros salões de arte ainda na Paraíba.
Posteriormente, o artista passa a morar no Rio de Janeiro, foi cenógrafo da TV Tupi. Nesse momento já estava casado com a jovem artista Eidelice Cabral, no final da década, em 1967 nasce sua primeira filha. Realizou exposições em importantes galerias do sudeste brasileiro e recebeu premiações nos principais salões de arte do país na época, como o Salão Mineiro. Córdula volta a Paraíba com a missão de criar o Museu de Arte Assis Chateaubriand, em Campina Grande, e formar o acervo da instituição por meio de campanhas com grandes empresários. Nesse retorno, inserindo este museu no circuito nacional de artes visuais, por meio de uma coleção de arte contemporânea de vanguarda, retoma a movimentação da produção artística local e funda a Associação Paraibana de Artistas Plásticos – APAP.
Também no mesmo ano, a Reitoria da UFPB programou, para sua galeria de arte, uma série de exposições de artistas plásticos ligados ao seu Departamento Cultural. Nesta época, uma série de decretos foram emitidos no regime militar brasileiro nos anos posteriores ao Golpe Militar de 1964, havia um clima de tensão envolvido por censuras e repressões militares, e nesse contexto a exposição de Raul foi censurada por ordem do Conselho Universitário no dia seguinte à abertura.
Depois da censura oficial, o governador da Paraíba publicou nota no Jornal O Norte, repudiando tal ato e ofereceu ao jovem um dos espaços culturais da cidade que estavam sob tutela do estado. A mostra foi exposta no Theatro Santa Roza (João Pessoa). A convite de Jomard Muniz de Brito a exposição seguiu para o atelier coletivo Oficina 154 (Olinda), e no Clube Carnavalesco Os Amantes das Flores (Recife). No vernissage da exposição da Oficina 154, o artista assina o II Manifesto Tropicalista – Inventário do Feudalismo Cultural Nordestino escrito por Jomard Muniz de Brito.
Devido a censura o artista foi demitido da UFPB e transferiu-se para São Paulo, que trabalha como cenógrafo na TV Bandeirante (canal 13), e depois para o Rio de Janeiro.

### 1970
Em tempos de exílio do nordeste, Raul Córdula trabalha como cenógrafo da TV Globo (canal 4) até 1972, assim como, fez programação visual para várias empresas no Rio de Janeiro, entre elas a Rádio Ministério da Educação e Cultura.
Em 1972, ao voltar para Paraíba, abre um Bar com um grupo de amigos, Asa Branca, ambientado por artistas. O Asa Branca se torna um espaço de exibição de produções culturais e artísticas, cujo um dos marcos inesquecíveis foram os espetáculos musicais independentes de Zé Ramalho, Vital Farias, Marconi Notaro e Carlos Aranha. Manteve um escritório de Programação Visual em João Pessoa, até 1975. Nesse mesmo ano Raul Córdula é pai pela segunda vez, do seu primeiro casamento. 
Com a exposição censurada e a forte perseguição do regime civil militar, o artista trilhou uma nova fase que mais o consagrou. A pintura abstrata, a geometria dos triângulos, círculos, retângulos, bem como os rabiscos infantis, passam a potencializar aparatos simbólicos com os mais diversos significados.
Nos anos 1970, ganha prêmios no 1º e 2º Salão de Arte Global de Pernambuco, realizado pela Rede Globo de Televisão. No ano seguinte, participa como curador, realizando o 3º Salão – O Artesanato e o Homem. Ainda em 1973, é inaugurado o novo edifício da Assembleia Legislativa em João Pessoa, o artista participa e integra o álbum da exposição em homenagem a inauguração, além de conceber um mural frontispício do edifício, construído em aço inox sobre mármore trave tino. 
Ao acompanhar seus passos, é possível entender a mudança entre a fase da pintura figurativa à produção do abstracionismo informal, depois a um abstracionismo geométrico, integrando-se a uma vertente polêmica da arte brasileira.
Nesse período, o artista envereda pela pesquisa com a arte popular, destacando-se a viagem ao México para o 9º Conferência Mundial de Artesanato, como observador da Rede Globo de Televisão, World Craft Council (Conselho Mundial de Artesanato), ONG filiada a UNESCO na categoria A. Nessa viagem, visita o ex-líder das Ligas Camponesas de Pernambuco, Francisco Julião que estava no exílio em Cuernavaca, México.
Esta década, também fica em evidência sua produção como agente cultural entre os estados de Pernambuco e Paraíba, onde funda em 1977 o Núcleo de Arte Popular e Artesanato (NAP) da Casa de Cultura de Pernambuco da Fundação do Patrimônio Histórico e Artístico de Pernambuco (FUNDARPE), cujo acervo é um dos núcleos do Museu do Barro, em Caruaru-PE. No ano seguinte, em 1978, integra o grupo de artistas que funda e coordena o Núcleo de Arte Contemporânea (NAC) da Universidade Federal da Paraíba, retomando a esta universidade como professor das disciplinas História da Arte e Fundamentos da Linguagem Visual II nos cursos de Educação Artística e Arquitetura e Urbanismo do Departamento de Artes do CCHLA da UFPB.

### 1980
Entre a década de 1970 e 1980, o artista realiza diversas exposições em instituições culturais, bienais e festivais de arte. Sobretudo, suas exposições em diversas galerias de arte – um circuito característico da geração dos anos 1980, o circuito do mercado de arte. Nesta década, o artista encontra-se em uma maturidade plástica, sendo considerado um dos mais importantes representantes do abstracionismo geométrico brasileiro, que sob o rótulo criado pela crítica de geometria tropical distanciando-se (argumento crítico) dos artistas construtivos geométricos europeus. 
Nos anos 1980, uma nova configuração do mundo das artes começa a ser desenhada. Assim, neste novo desenho do circuito artístico, há a figura do curador como um novo protagonista responsável por projetar ideias e construir discursos a partir da realidade da obra. Raul Córdula, que já tinha um trabalho na escrita crítica em artes visuais na imprensa paraibana e em diversas exposições, também participa, como impulsionador do desenvolvimento da arte emergente por meio da curadoria. Pode-se destacar a sua entrada na Associação Brasileira de Críticos da Arte – ABCA e Associação Internacional de Críticos de Arte – AICA, e como diretor artístico e diretor técnico da Oficina Guaianases de Gravura, em Olinda, estas últimas funções assumidas até 1984. 
Não é apenas com o trabalho de crítica, pesquisa e gestão que sua atuação se torna mais abrangente. Em 1982 produz uma série bem importante no seu percurso artístico, intitulada País da Saudade. Evidenciando mais uma vez sua linha política e experimental. Nos anos 1980, o artista filia-se ao Partido dos Trabalhadores (filiado até hoje), e participa de uma exposição e leilão de suas obras com o intuito de contribuir com a campanha do então candidato a presidência Lula. A exposição e o leilão “Lula lá” teve apoio de diversos artistas do estado de Pernambuco.
Nessa década Raul Córdula já está casado pela segunda vez, uma relação que durou entre 1976 a 1982, e nasceu sua terceira filha em 1981, Carolina Córdula. Seu encontro com sua companheira a artista Amélia Couto data de 1982, marcado pelo encontro com as Brigadas artísticas e toda a efervescência da retomada de setores da sociedade civil à ruas. Desse encontro nasceu em 1985, seu filho Cláudio em 1985. Companheiros até a atualidade, Amélia Couto e Raul Córdula mantém uma parceria afetiva e profissional, um dialogo nas artes, mas com independências em suas trajetórias poéticas, um fruto de suas invenções e trabalho resultou na criação do Instituto Raul Córdula.

### 1990
Com uma exposição comemorativa de Trinta anos de atividades artísticas na Fundação Joaquim Nabuco (FUNDAJ), o artista inicia esta década dos anos 1990, marcada por um fluxo de exposições nacionais e internacionais.
Sobre estes deslocamentos, há uma passagem curiosa. Á véspera de sua viagem para sua exposição no Espaço Cultural da Embaixada do Brasil em Paris, em que viajaria com sua esposa Amélia Couto, contudo não tinham conseguido financiamento para tal investida. Antes de sua ida, realiza anteriormente uma exposição comercial no Espaço Cultural Pallon (depois chamada de Galeria Pallon). Poderia ter sido apenas mais uma exposição comercial, entretanto, o governador de Cabo Verde ,em visita ao Recife, passou pela Galeria que exibia alguns dos seus trabalhos vitrine principal, o mesmo se encantou com um deles. O embaixador entrou na Galeria e adquiriu um dos trabalhos, segundo depoimento do artista, se desculpou porque só tinha dólar (U$ 2.000 cash). Tal acontecimento financiou parte da viagem a Paris. Situações como esta, tão singular, podem dizer pouco para um debate sobre sua inserção no mercado e valor da obra de arte, mas evidencia as imprevisibilidades que ativam a produção e circulação independente em artes visuais. 
Em 1992, foi responsável pela implantação, no Brasil, da Associação Cultural de Le HorsLá, nas cidades de Recife, João Pessoa, Salvador e Curitiba. Essa associação, de origem Marserlhesa (França) foi responsável por intercâmbios entre artistas brasileiros e franceses, entre os anos de 1991 a 1997, promovendo mais de 30 eventos como exposições, instalações, trabalhos artísticos coletivos e debates sobre a mestiçagem comum às respectivas culturas. 
Raul Córdula participa intensamente nas redes de produção de conhecimentos e fomento das artes visuais contemporânea, por meio de festivais, exposições e bienais, tais como: a comissão de Seleção e premiação da 5ª Bienal Internacional de Esculturas del Chaco na Argentina, membro da comissão de Seleção e Premiação do 4º Salão MAM Bahia de Artes Plásticas. Além de assumir a diretor de Desenvolvimento Artístico e Cultural da Fundação Espaço Cultural da Paraíba (FUNESC). 
Lança seu primeiro livro “Fragmentos: comentário sobre artes plásticas”, uma seleção de textos escritos pelo artista, desde os anos 1960, sobre a produção de diversos artistas, sobretudo na região do Nordeste. Publicação importante sobre as memórias e a história das artes visuais por meio de um registro singular das exposições: os textos. 
Sua obra pictórica, passa a ser objeto de estudos acadêmicos: Mestrado na Escola de Belas Artes da Universidade Estadual do Rio de Janeiro pela arquiteta e mestre em artes plásticas Eleine Bourdette, intitulado “Raul Córdula: 30 anos de pintura – de olho no mundo à sublime reconstrução do olhar”.

### 2000 - 2014
A curadoria ganha participação expressiva na produção desta década, potencializando assim discussões contemporâneas, demonstrando uma vontade de experimento e posicionamento crítico por meio deste “espaço de negociação”. Em 2000, Raul Córdula assumiu curador geral do 44º Salão Pernambucano de Artes Plásticas em Recife. Após dez anos de hiato, sem ocorrência do SPAP/PE, fundado em 1942, Raul Córdula propõe um Salão voltado para o público e não para o artista. Destaca-se uma atenção maior às práticas educativas do evento, preocupações estas sempre recorrentes nas atividades desenvolvidas pelo artista.
Foi curador adjunto da exposição “Museu de Arte Assis Chateubriand – MAAC. Coleções do Brasil”. Em Brasília no Centro Cultural Banco do Brasil. Curador da exposição A Pintta de Paisagem em Pernambuco, no Centro de Convenções de Pernambuco, realizado pelas Tintas Iquine, em Recife. Curadoria na exposição Arte&Linguagem: 40 anos de Arte Visual, no Museu do Estado de Pernambuco, também na cidade do Recife. 
Pela Galeria Arte Plural, participou como curador na exposição “A reinvenção de Samico”, na exposição “Derlon Almeida e Galo de Souza”, (com curadoria adjunta de Bárbara Collier), na exposição “Geometrias, gestos e grafias”, na exposição “A persistência da Paisagem Antônio Mendes”, na exposição “Maurício Arraes”, na exposição “Cabeça-retrato – Manuel Dantas Suassuna”, na exposição “Paraísos José Barbosa”, e na exposição “Florença/ Recife: pintura pura”. Foi também curador na exposição “LE HORS-LÀ: 20 ANOS DE INTERCÂMBIO Brasil-França” junto com Dyógenes Chaves, na Usina Cultural Energisa, no qual também organizou uma publicação sobre a Associação Le Hors-Lá.
Nos últimos anos, o artista continua produzindo como artista plástico, curador e crítico de arte. O trabalho artístico recente foi exposto na galeria Janete Costa em 2012, em comemoração aos seus cinquenta anos de produção na mostra “50 anos de arte: uma antologia”, que teve a curadoria em parceria com a jornalista Olívia Mindêlo.

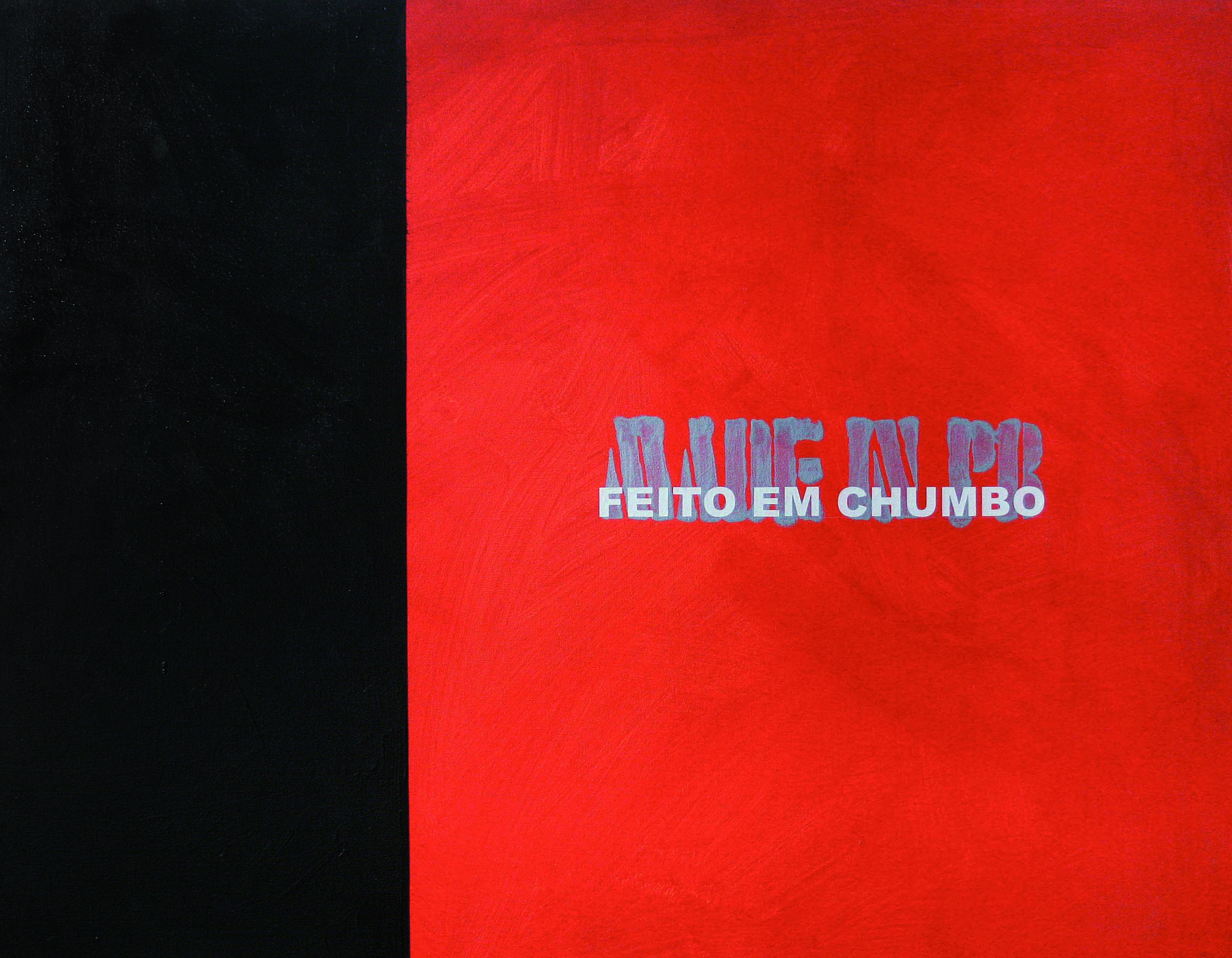
MADE IN PB - FEITO EM CHUMBO, 2008, Tinta acrílica sobre tela e estêncil - 80x100cm

Como crítico e escritor, em 2013 lança o livro “Utopia do Olhar” em Olinda e devido a esta publicação ganha o Prêmio Sergio Milliet, pela Associação Brasileira de Críticos de Arte, em São Paulo. Sua obra pictórica foi objeto de estudo do pesquisador e artista visual Sidney Leonardo Albuquerque de Azevedo, no Mestrado de Artes Visuais pela Universidade Federal da Paraíba intitulado A imagem da palavra na obra de Raul Córdula. Como também, sua obra é objeto de pesquisa em andamento para a tese de doutorado da pesquisadora Jussara Salazar no Programa de Pós-graduação em Comunicação e Semiótica da Pontifícia Universidade Católica de São Paulo (PUC-SP).

## Exposições: individuais & coletivas

### 1943
Nasceu em Campina Grande, Paraíba, em 17 de abril de 1943.

### 1946
Seu pai era professor e se mudou com a família para o Rio de Janeiro -RJ.

### 1957
Voltou a morar em Campina Grande, na Paraíba. Depois de um ano fixa residência em João Pessoa-PB.

### 1958
Conhece Adão Pinheiro, Anchises Azevedo e Montez Magno em Olinda.

### 1959
Participou do 1º Salão de Poesias da Paraíba, como ilustrador dos poemas (junto com Wandick Filgueiras), João Pessoa-PB.
Participou do Salão de encerramento das atividades do Centro de Artes Plásticas da Paraíba, João Pessoa- PB.

### 1960
Primeira exposição individual, na Biblioteca Pública da Paraíba, João Pessoa-PB.
Exposição coletiva de pintores paraibanos e pernambucanos, na Associação Cultural Franco-Brasileira (Cultura Francesa), João Pessoa – PB.
1961
Exposição coletiva – Primeira Praça da Cultura, em Natal-RN.
Ganha 1º prêmio no Salão de Artes Plásticas, em comemoração as Festas Henriquinas, promovida pela Biblioteca Pública da Paraíba.

### 1962
Exposição Individual “Xiko” Arte Interior – Recife- PE.

### 1963
Participou do 22º Salão Anual de Pintura, Museu do Estado de Pernambuco, Recife-PE.
Exposição individual “Guaches”, com texto de Jomard Muniz de Brito, na Faculdade de Filosofia da UFPB, João Pessoa -PB.

### 1964
Exposição coletiva Pinturas, da Semana de Teatro da Paraíba, na Galeria José Américo de Almeida - Teatro Santa Rosa, João Pessoa- PB.
Obteve 2º prêmio de Desenho, no 19º Salão de Belas Artes da Cidade de Belo Horizonte – Museu de Arte Pampulha.
Recebe 2º Prêmio de Desenho no Salão Municipal de Belo Horizonte (Salão Mineiro).

### 1965
Exposição individual, na Galeria Verseau, com patrocínio do Plano de Ação Cultural do Governo do Estado da Paraíba, com textos de Harry Laus, Vanildo de Brito e Antonio Dias, Rio de Janeiro – RJ.
Exposição coletiva “Artista paraibano em Olinda”, no Mercado da Ribeira, Olinda-PE, no programa de exposição do Movimento da Ribeira, apresentada por Adão Pinheiro. Participaram, além dele, os artistas Flávio Tavares, José Altino, Celene Sitônio, Guilherme Caldas e Régis Cavalcanti.
Obteve Menção Honrosa, em Pintura no Salão Mineiro.

### 1966
Exposição coletiva “Opinião 66” – Museu de Arte Moderna no Rio de Janeiro - RJ.
Participação no 15º Salão Nacional de Arte Moderna, Rio de Janeiro – RJ.
Participação na 1ª Bienal Nacional de Artes Plásticas, Salvador-BA.

### 1967
Exposição coletiva Artistas Paraibanos na inauguração do MAAC, ao lado da Equipe 3: Anacleto Elói, Chico Pereira e Eládio Barbosa. Campina Grande – PB.
Exposição inaugural da Galeria Facheiro, Campina Grande – PB.
Exposição coletiva no Mercado de Arte da Paraíba, João Pessoa – PB.
Exposição Arte e Conquista do Espaço, Teatro Santa Roza, João Pessoa -PB.

### 1968
SCRASH/PROCESSO – Mostra de Poemas Processo, no Teatro Santa Roza, João Pessoa – PB.
IV Salão de Artes Plásticas de Brasília, Brasília - DF.
1º Bienal Nacional de Artes Plásticas – Bienal da Bahia, no Museu de Arte Moderna da Bahia, Salvador – BA.
Exposição individual, no Hall da Reitoria da Universidade Federal da Paraíba, João Pessoa-PB. Essa mostra foi censurada pelo Conselho Universitário. 
A mesma mostra foi reorganizada no Theatro Santa Roza, João Pessoa-PB; na Oficina 154, Olinda-PE e no Clube Carnavalesco Os Amantes das Flores, Recife-PE.

### 1969
Obteve Medalha de bronze, no II Salão de Arte Jovem em Campinas – SP. 

### 1970
Exposição coletiva “Arte na Praia - Posters Barracas”, objeto desenhado pelo designer Sami Mattar, na Praia de Ipanema, com a participação de Sami Mattar, Jaguar Ziraldo, Ana Letícia, Ivan Serpa, Jô Soares, entre outros. – Rio de Janeiro – RJ;

### 1971
Exposição Petite Galerie – Coletiva de Natal, Rio de Janeiro - RJ.
Exposição inaugural da Fundação Cultural do Estado da Paraíba - FUNCEP, Galeria Tomaz Santa Rosa, João Pessoa - PB.
Exposição inaugural da Galeria de Arte da Paraíba, João Pessoa – PB.
Exposição inaugural da Galeria ADRO, João Pessoa – PB.

### 1972
Participou do happening do fotógrafo Paulo klein, Fiesta In Oh! Linda, com a participação do artista de Recife, Olinda e João Pessoa, no Museu de Arte Contemporânea de Pernambuco, Olinda - PE.
Exposição individual “Córdula” com texto de Vanildo Brito e poema de Marcos Tavares, na Galeria Pedro Américo - Coordenação de Extensão da UFPB, João Pessoa- PB.

### 1973
Exposição individual – Galeria Pedro Américo da Coordenação de Extensão da Universidade Federal da Paraíba, João Pessoa-PB.
Exposição individual – Galeria Belaurora – Recife – PE
Integrou a exposição coletiva serigrafia “5 artistas paraibanos”. Foi produzido um álbum com texto de Virginius da Gama e Mello, com a participação dos artistas Flávio Tavares, Miguel dos Santos, Roberto Lúcio, Regis Cavalcanti, na Assembleia Legislativa, João Pessoa- PB.
Autor do mural frontispício da Assembleia Legislativa, João Pessoa -PB. 
Exposição individual, com texto de Otávio Sitônio Pintona, na GaleriaBelaurora, Recife -PE.
Exposição individual, com texto de Texto de Evandro Nóbrega, na Galeria Curral, João Pessoa-PB.
Exposição individual “Novas Geometrias e Poemagráficos”, com texto de Severino Marcos Tavaresna, Galeria José Américo de Almeida, João Pessoa -PB.

### 1974
Obteve Prêmio MEC no 1º Salão Global de Recife, no Museu de Arte Contemporânea de Pernambuco, em Olinda- PE.
Exposição individual, Teatro Santa Roza, João Pessoa-PB.

### 1975
Exposição individual – Galeria 167 – São Paulo.
Exposição individual, na Galeria 167, São Paulo – SP.
Exposição individual I.M. Antiquariato, com texto de Bauduino Lélis de Farias Castro, São Paulo- SP.
Exposição coletiva de inauguração do Gabinete de Arte da Paraíba, João Pessoa -PB.
Obteve o 1º prêmio (Aquisição/Viagem a Europa) do 2º Salão de Arte Global de Pernambuco, Casa de Cultura de Pernambuco, Recife -PE.

### 1976
Exposição coletiva na Galeria 3 Galeras, de propriedade de Tiago Amorim, Olinda –PE;

### 1977
Exposição individual, com texto de Marcelo Santona, na Galeria Abelardo Rodrigues, Recife-PE.
Exposição individual, com texto crítico de Marcelo Santos, no Centro de Turismo de Natal, Natal-RN.

### 1978
Exposição individual, na Galeria Arte Global, São Paulo.
Exposição individual na Abelardo Rodrigues Galeria de Artes, Recife-PE.
Exposição individual na Casa de Cultura de Pernambuco, Recife -PE.
Exposição coletiva do “3º Festival de Arte da Cidade de Areia”, Paraíba-PB.

### 1979
Participação no 11º Panorama de Arte Atual Brasileira, Museu de Arte Moderna, São Paulo -SP.
Exposição coletiva, na Galeria Batik, João Pessoa – PB.
Salão nacional de Artes Plásticas, FUNARTE, Rio de Janeiro – RJ.
Exposição “Os anos 60”, no Núcleo de Arte Contemporânea (NAC/UFPB), João Pessoa -PB; e no Museu de Artes Assis Chateaubriand, Campina Grande -PB.
5º Mostra do Desenho Brasileiro, Curitiba – PR.
Exposição “O artista da Terra” no Núcleo de Arte Contemporânea (NAC/UFPB), João Pessoa – PB; no Museu de Arte Assis Chateaubriand, Campina Grande – PB, e na Fundação Osmar de Aquino, Guabiraba – PB.

### 1980
Exposição individual, no Banco Econômico, João Pessoal-PB.
Participou da 1º Exposição de Arte Latina, homenagem a Lula Cardoso Ayres, na Galeria Lula Cardoso Ayres, Recife- PE.
V Salão Nacional de Artes Plásticas, FUNARTE, Rio de Janeiro – RJ.
Exposição “Brasil Desenho”, integrado ao 7º Salão Nacional de Artes Plásticas, na FUNARTE e com apoio da Fundação Clovis Salgado, itinerou pelas cidades Rio de Janeiro, São Paulo, Belo Horizonte e Porto Alegre.

### 1981
Exposição coletiva “Panorama da Arte Brasileira” no Museu de Arte Moderna, São Paulo -SP.
Sala especial no IV Salão Nacional de Artes Plásticas “A presença das regiões”, Rio de Janeiro-RJ.
Exposição individual na Galeria Arte Arquitetura, João Pessoa -PB.
Participação na 3ª Mostra de Arte e Artesanato da Região Centro-Oeste, Brasília-DF.
Exposição 1º Panorama de Arte Paraibana – 6º Festival de Verão de Areia, Areia – PB. 
Participação na 1ª Exposição Internacional de Arte Door, com curadoria da Equipe Bruscky/Santiago, Recife-PE.
Participação na “Mostra de Arte Postal”, com curadoria de Júlio Plaza, da 16ª Bienal Internacional de São Paulo, Fundação Bienal, São Paulo -SP.
Exposição individual, na M.Z. Arquitetura, João Pessoa-PB.
Exposição individual, no Seminário de Semiótica e Arte, na Biblioteca da Universidade do Rio Grande do Norte, Natal-RN.
Exposição individual, na Galeria Sérgio Milliet - FUNARTE, Rio de Janeiro. Texto de J. Medeiros e Anchieta Fernandes
Exposição individual, na Galeria do Clube Juvenil, Caxias do Sul -RS.
Exposição individual, na Oficina Guaianases de Gravura, Olinda-PE.

### 1982
Exposição individual “O País Da Saudade”, no Festival de Arte da UFRN, Natal-RN.
Exposição individual, na Oficina Guaianases de Gravura, Olinda-PE.
Exposição individual na Galeria Sérgio Milliet – FUNARTE- Rio de Janeiro – RJ.
Exposição individual ,na Galeria de Artes do Clube Juvenil, com curadoria de Diana Domingues, Caxias do Sul -RG.
Participação do 5º Salão Nacional de Artes Plásticas, Museu de Arte Moderna, Rio de Janeiro – RJ.

### 1983
Obteve 1º prêmio (Vicente Rego Monteiro) do XXXVI Salão de Artes Plásticas de Pernambuco e prêmio pela Secretaria de Cultura, Esporte e Turismo do Estado para o melhor conjunto de obras.
Participou do 14º Panorama de Arte Atual Brasileira, Museu de Arte Moderna, São Paulo -SP.
5º Mostra do Desenho Brasileiro/83, com coordenação geral de Ennio Marques Ferreira, comissão julgadora de Ítalo Campofiorito, Eduardo Rocha Virmond e Glauco Pinto de Morais, no Solar do Barão, Curitiba -PR.
Exposição Caligrafias e escrituras, FUNARTE, Rio de Janeiro – RJ.
Bienal de Artes Plásticas de Valparaiso, Chile.
Mostra de Arte Abstrata, no Museu Murillo La Greca, Recife-PE. 

### 1984
Exposição coletiva “Brasil Desenho”, na Fundação Clóvis Salgado - Palácio das Artes, que aconteceu em Belo Horizonte -MG.
Exposição individual, na Arte Galeria, Fortaleza- CE.
Participou da 6ª Mostra da Gravura Cidade de Curitiba, Curitiba -PR.
Participou do 7º Salão Nacional de Artes Plásticas, Museu de Arte Moderna, Rio de Janeiro-RJ.
Exposição coletiva Guaianases de Gravura, na Oficina Guaianases de Gravura, Olinda -PE.
Exposição “Arte: novos meios/multimeios – Brasil 70/80”, na Fundação Armando Penteado (FAAP), São Paulo.
Exposição individual “O País da Saudade”, na FUNALFA, Juiz de Fora MG.
Exposição individual, no Museu de Arte e Cultura Popular de Mato Grosso - UFMT, Cuiabá.

### 1985
Exposição coletiva “Velha Mania”, exposição do Desenho Brasileiro, na Escola de Artes Visuais (EAV) do Parque Lage - Rio de janeiro-RJ.
Exposição individual, no Museu de Arte Contemporânea do Paraná, Curitiba-PR.
Exposição individual, com texto de Dodora Guimarães, no Museu de Arte de Belo Horizonte - Museu da Pampulha - Belo Horizonte -MG.
Exposição Brasil Desenho, FUNARTE, Rio de Janeiro – RJ.
Exposição “Arte Novos Meios/Multimeios: Brasil 70/80”, no Salão Cultural do Museu de Arte Brasileira, São Paulo -SP.
Exposição “Brasil Desenho”, no Centro Cultural São Paulo, São Paulo -SP.
Exposição Coletiva Guaianases de Gravura, na Oficina Guaianases de Gravura, Olinda -PE.
Exposição “Velha Mania / Desenho Brasileiro”, com curadoria de Marcus Lontra Costa – Diretor da Escola de Artes Visuais do Parque Lage (EAV), Rio de Janeiro -RJ.
Exposição de todas as cores, mostra em apoio ao Hospital Padre Zé. Espaço Novo (residência Adrião/ Creuza Pires), João Pessoa -PB.
Exposição “Panorama Pernambuco de Escultura e Objeto”, na Galeria Lula Cardoso Ayres, Recife- PE.
Exposição coletiva, na Galeria Gamela, João Pessoa -PB.
Exposição individual, na Galeria OFFICINA, Recife-PE.
Exposição individual, na Oficina D’Arte N. S. do Ó, Tiradentes-MG.

### 1986
Exposição coletiva Guaianases de Gravura, na Oficina Guaianases de Gravura, Olinda -PE.
Exposição coletiva “Panorama do desenho brasileiro”, no Museu de Arte do Rio Grande do Sul (MARGS), Porto Alegre- RS.
Exposição individual, na Galeria Profiarte, São Paulo-SP.
Exposição individual, na Galeria Arte 10, Recife-PE.
Exposição individual, na Oficina Guaianases de Gravura, Olinda-PE.

### 1987
Exposição individual, no Museu de Arte de Mato Grosso.
Exposição individual na Galeria Arte Global, São Paulo- SP.
“Workshop Berlim- Paraíba”, Espaço Cultural, João Pessoa- PB.
Exposição coletiva “Artistas Paraibanos”, exposição inaugural da Pinacoteca da UFPB, no Campus Universitário, João Pessoa -PB.

### 1988
Exposição individual, no Museu de Arte Contemporânea do Paraná, em Curitiba.
Exposição individual, no Itaú Galeria, Goiânia -GO.
Exposição coletiva “Arte Atual da Paraíba”, Espaço Cultural José Lins do Rego, João Pessoa -PB.
Exposição coletiva “Artistas paraibanos”, a participação de Chico Pereira, Alice Vinagre, Rodolfo Athayde, na Galeria de Arte Instituto Brasil/ Estados Unidos – Rio de Janeiro- RJ.
Participação no “Workshop Berlim-São Paulo”, realizado no Museu de Arte Contemporânea da USP, sendo as obras produzidas expostas no Museu de Arte de São Paulo (MASP) e no Staatliche Kunsthalle Berlin (Museu de Arte do Estado de Berlim).
Exposição coletiva “10 Artistas Plásticos Paraibanos, na Escola Técnica Federal da Paraíba, João Pessoa -PB.
Exposição individual, no Museu de Arte Contemporânea do Paraná - MAC PR, Curitiba-PR.
Exposição individual, na Galeria Gamela, João Pessoa-PB.

### 1989
Exposição individual, com texto de Alberto Beuttenmüller, na Galeria Artespaço, Recife-PE.
Exposição individual, no Portfólio Galeria de Arte, Brasília- DF.
Exposição coletiva “Artistas paraibanos” - Museu de Arte da Bahia, Salvador -BA.
Exposição coletiva “5 artistas da Paraíba”, com Chico Pereira, Rodolfo Athayde, Alice Vinagre e Marcos Bretas, no Museu de Arte da Bahia, Salvador -BA.
Exposição coletiva “Arte sobre papel” , na Galeria Gamela, João Pessoa -PB.
Exposição coletiva “Artistas do Atelier do Poço”, no Atelier do Poço, Recife -PE.
Exposição coletiva “Pintura Contemporânea na Caixa”, na Caixa Econômica Federal, João Pessoa -PB.
Exposição coletiva de Pintura e Escultura, na Galeria Gamela, João Pessoa -PB.
Exposição individual, no V.B. Escritório de Arte, Maceió-AL.
Exposição individual, na Galeria Gamela, João Pessoa-PB.

### 1990
Exposição individual comemorativa, aos 30 anos de atividades artísticas, na Galeria Vicente do Rego Monteiro – Fundação Joaquim Nabuco, Recife -PE.
Exposição coletiva “O papel na Arte Paraibana”, no Centro Turístico de João Pessoa, João pessoa -PB.
Exposição coletiva “Tempos & Espaços dos Abismo 3”, mostra multimídia organizada pelo escritor e pensador pernambucano Jomard Muniz de Brito, no Núcleo de Arte Contemporânea da UFPB (NAC), João Pessoa -PB.
Exposição coletiva “Arte Atual Paraibana II, no Espaço Cultural José Lins do Rego, João Pessoa -PB.
Exposição “Duas linguagens: Raul Córdula e Francisco de Assis Córdula (Fé Córdula), na Galeria Gamela, João Pessoa -PB.
2º Mostra de Arte Abstrata, na Galeria Metropolitana de Arte Aloísio Magalhães, Recife -PE.
Workshop em Campina Grande, no Museu de Arte Assis Chateaubriand, Campina Grande- PB.
Workshop em Campina Grande – 30 anos de Arte, no Hall da Reitoria da UFPB, Campina Grande -PB.
Exposição individual, na Galeria Gamela, João Pessoa -PB.
Exposição individual, na Galeria Rafain, Foz do Iguaçu-PR.

### 1991
Exposição individual, Pallon Galeria de Arte, Recife-PE.
Exposição individual, no Espaço Cultural da Embaixada do Brasil em Paris.
Exposição individual, na Galeria Le Cube, com curadoria de Risoleta Córdula, em Paris.
Exposição coletiva “Estética e Resistência”, com curadoria de Alberto Beuttennmüller, com os artistas Francisco Brennand, Gilvan Samico, João Câmara, José Patrício, Luciano Pinheiro, Odilon Cavalcanti, Roberto Lúcio e Sérgio Lemos, na Galeria Artespaço, Recife-PE.
Exposição “Expressões da Arte Aplicada”, com Amélia Couto (tecidos), Ingra Liberato, Chico Liberato, Paulo Andrade e Raul Córdula (com joías) na Galeria Pallon, Recife -PE.
Exposição “Pintura Contemporânea da Paraíba” - XVI Festival de Inverno de Campina Grande, no Museu de Arte Assis Chateubriand, Campina Grande – PB.
Participação no XXXIII Festival Internacional de La Peinture – Chateeu Musée de Cagnes-Sur-Mer, França.
Exposição individual, na Galeria Oscar Seráphico 18 anos, Brasília – DF.
Exposição “Arte na Barbearia”, com curadoria de Maurício Silva, na Barbearia de Seu Isnar, Olinda -PE. 
Exposição 1 ano de MB Arte, na Galeria Santo Antônio, com os artistas Adriana Didier, Dantas Suassuna, José Patrício, Jeanine Uchôa, Rinaldo, Odilon Cavalcanti, José de Barros, Beth Gouveia, Gil Vicente e Roberto Lúcio, Recife-PE.
Exposição coletiva, na Galeria Artespaço, Recife-PE.

### 1992
Participou do Worshop Berlim/Paraíba no Espaço Cultural da Paraíba, João Pessoa -PB.
Exposição “Pernambuco: estética de resistência”, na Galeria Montesanti Roesler, São Paulo -SP.
Exposição “Estética da resistência”, na Galeria Montesanti, São paulo -SP.
Exposição “O Desporto na arte” - III Congresso de Educação Física dos Países de Língua Portuguesa.
Exposição L’Art Du Mouvement / Espace Rotis - Paris
WORKSHOP BERLIN / PARAÍBA , no Espaço Cultural José Lins do Rego, João Pessoa-PB
Festival de la Peiture , na La Garde, França
Intercâmbio Cultural França / Brasil nas Artes Plásticas - Tour Carré Du Roi René, Velho Porto de Marselha, França.
Exposição individual, na Galeria da Aliança Francesa, Maceió-AL.

### 1993
Exposição coletiva “Artistas Pernambucanos no Panorama de Arte Atual Brasileira/93”, no Museu de Arte Contemporânea de Pernambuco, Olinda -PE. Participaram também os artistas Eudes Mota, José Cláudio, Luciano Pinheiro, Rinaldo José da Silva e Roberto Lúcio.
Exposição coletiva da Associação “Le Hors Lá”, na Galeria Vicente do Rego Monteiro, Recife -PE. 
Exposição coletiva Associação LE HORS LÃ - Intercâmbio França - Brasil nas Artes Plásticas, exposição que inaugurou as atividades da Associação LE HORS LÃ no Recife, no Museu do Estado De Pernambuco, Recife-PE.
Participação da 23ª Panorama de Arte Atual Brasileira, Museu de Arte Moderna, São Paulo -SP.
Exposição coletiva “VISÃO E RIGOR”, com os Alexandre Nóbrega, Eudes Mota, Fred Doudeles, com curadoria de Fernando Monteiro, na Galeria Espaço Vivo, Recife PE.
Workshop da Associação dos Artistas Plásticos de Foz do Iguaçu, Foz do Iguaçu- PR.
Exposição “Múltiplos e Raros”, mostra de vários aspectos de sua obra, com mesa de Debates, do 1º Festival Nacional de Arte – FENARTE, no Espaço Cultural José Lins do Rego, João Pessoa-PB.
Exposição individual na Assembleia Legislativa do Estado da Paraíba, João Pessoa-PB. 

### 1994
Contratado pelo Museu de Arte Moderna da Bahia para coordenar a implantação do Salão MAM Bahia de Artes Plásticas.
Exposição coletiva “Le Hors Là”, evento paralelo ao 1º Salão MAM – Bahia de Artes Plásticas.
Exposição coletiva “France - Brésil au Cafe Parisien”. Participação dos artistas Catherine Kieffer, Dominique Castell, Marica Quartuccia, Michel Stefanini, Patricia Prunelle, Olivier Rolin, Jean Arnaud, RoRo de Sá, Serge Etienne Huot, Pedro Lino, Jenny Millot, Fred Païva, José Patrício e Chico Pereira, no Café Parisien, Marseille France
Exposição coletiva “ cumpliCIDADES”, mostra de artes do Nordeste do Brasil em Portugal.

### 1995
Exposição coletiva “Saint Jean de Monts - Aux Coulers du Brésil”. Com a participação dos artistas Eduardo Amarante,Fernando Barata, Sérgio Bello, Paulo Brito, Solange de Carvalho, Tonia do Embu, Juares Machado, Sebastião Salgado, Rosa Berardo e artistas populares brasileiros, no Palais des Congros, Saint Jean de Monts – France.
Exposição coletiva “Visões de Borborema”, no XX Festival de Inverno de Campina Grande - Museu de Arte Assis Chateaubriand, Campina Grande-PB
Exposição individual, na Pallon Galeria de Arte, Recife-PE.

### 1997
Exposição individual, na Galeria Gamela de Arte, João Pessoa -PB.

### 1998
Exposição individual, na Pinacoteca do Estado do Rio Grande do Norte, Natal-RN.

### 1999
Exposição individual 40 anos de pintura, Hotel Globo, Olinda-PE.
Exposição individual, no Museu de Arte Moderna da Bahia, Salvador-BA.
Exposição individual, na Aria Galeria de Arte, Jaboatão -PE.
Exposição coletiva “Carnaval do Recife 1999 – Arte nas Galerias”, no Maltado das Galerias, Recife-PE.

### 2000
Exposição individual “Brasilianische Malerei”, na Galerie Im Einstein, Berlim.
Participou, como convidado, da mostra “Releitura de Pedro Américo” do VI Festival Nacional de Arte, Espaço Cultural, João Pessoa -PB.

### 2001
Participa da exposição “Anos 70: trajetórias”, no Itaú Cultural, São Paulo -SP.
Participa como artista convidado da exposição “Arte Pará 2001” – 20ª edição – Nordeste brasileiro. Matriz Brasileiro e Matriz Construtiva. Com curadoria de Marcus Lontra no Museu do Estado do Pará, Galeria da Residência.

### 2002
Participa da exposição “Tesouros da Caixa: mostra do acervo artístico da Caixa”, Conjunto Cultural da Caixa, São Paulo -SP.
Participou da I Mostra Bienal de Desenho – Sala Especial O Fascínio do Desenho, do VIII Festival Nacional de Arte, promovido pela Fundação Espaço Cultural da Paraíba, João Pessoa –PB.

### 2003
Participa da exposição “Tesouros da Caixa: arte moderna brasileira no acervo da Caixa”, Caixa Cultural, Rio de Janeiro – RJ.
Exposição “Antologia 1965 – 2003”, na Sociedade Anônima de Eletrificação da Paraíba (SAELPA).

### 2004
Participou, como jurado, na Bienal Internacional de Escultura, Chaco – Argentina.
Exposição coletiva “V Exposição Artes do IMIP”, no Instituto Cultural Banepe – Galeria Superior, Recife-PE.

### 2005
Exposição do XI Fenart – Festival Nacional de Arte.

### 2006
Exposição coletiva Galeria Mariana Moura, Recife-PE.

### 2007
Exposição coletiva “Outubro Aberto 2007” – RC Bureau d’art, Paris.
Participa da exposição “Anos 70 - Arte como Questão”, no Instituto Tomie Ohtake, São Paulo – SP.
Exposição “Chico Pereira e Raul Córdula”, na Pinacoteca Universitária Espaço Cultural Universitário Salomão de Barros Lima, Maceió- AL.

### 2009
Exposição coletiva “Desenho: tudo é desenho” no Centro Cultural BNB – Souza -PB.
Exposição “Múltiplus & Originais” de Raul Córdula e Regis Cavalcanti, com curadoria de Roseli e Altemir Garcia, na Galeria Gamela, João Pessoa -PB.

### 2010
Exposição individual “Mesopotâmia”, Galeria Arte Plural, Recife- PE.
Exposição coletiva “The art book Brasil – Geometrias”, na Galeria Renot, São Paulo-SP.

### 2011
Exposição coletiva “Pequenas grandes obras”, com curadoria de Fernando Durão, assessoria de curadoria Dalva Bertelli, no Espaço Cultural Condomínio Planalto, São Paulo- SP.

### 2012
Exposição “50 anos de arte: uma antologia, com curadoria da jornalista Olívia Mindêlo, na Galeria Janete Costa, Recife-PE.
Exposição coletiva “13 artistas paraibanos”, no Centro Universitário Maria Antonia, São Paulo- SP.

### 2013
Exposição coletiva “Pernambuco Experimental”, no MAR- Museu de Arte do Rio, Rio de Janeiro-RJ. 

## Cronologia: gestor e curador

### 1960
Integrou o grupo que criou a Escola de Artes Plásticas “Tomaz Santa Rosa”, no teatro “Santa Rosa” a qual foi absorvida em 1963 pela Universidade Federal da Paraíba, para formar o serviço de Artes Plásticas do Departamento, Cultural da Universidade Federal da Paraíba, hoje Divisão de Extensão Artística.

### 1963
Coordenador do Setor de Artes Plásticas e chefe do seu Serviço de Artes Plásticas, do Departamento Cultural da UFPB onde também foi professor de Iniciação à Pintura, até 1965.
Fez curso de extensão em História da Arte no Instituto de Belas Artes do Rio de Janeiro, hoje, Escola de Artes Visuais do Parque Lage – RJ, Professor Carlos Cavalcanti.
Frequentou o curso de técnica de pintura, no Museu de Arte Moderna (MAM), no Rio de Janeiro – RJ, ministrado pelo pintor Domenico Lazzarini. O Departamento Cultural da UFPB posteriormente convidou Domenico Lazzarini para ministrar seu curso em João Pessoa-PB.

### 1967
Diretor do Departamento de Artes Plásticas do Instituto Central das Artes da Universidade Regional do Nordeste, em Campina Grande – PB;
Diretor fundador do Museu de Arte Assis Chateaubriand (MAAC) da Universidade Estadual da Paraíba.
Fundou a Associação Paraibana de Artistas Plásticos – APAP.

### 1968
Professor de Desenho na Coordenação de Extensão Cultural – COEX, da Universidade Federal da Paraíba, João Pessoa-PB.

### 1976
Viajou ao México para o 9º Conferência Mundial de Artesanato, como observador da Rede Globo de Televisão, World Craft Council (Conselho Mundial de Artesanato), ONG filiada a UNESCO na categoria A. 
Secretário-Geral e programador visual do 3º Salão de Arte Global em Pernambuco – O Artesanato e o Homem.

### 1977
Supervisor da Casa de Cultura de Pernambuco, até 1978.
Montou o Núcleo de Arte Popular e Artesanato (NAP) da Casa de Cultura de Pernambuco (FUNDARPE), cujo acervo é um dos núcleos do Museu do Barro, em Caruaru-PE.
Participou no Segundo Encontro Nacional de Artesanato, em Brasília.

### 1978
Fundador, com outros artistas, e coordenador do Núcleo de Arte Contemporânea da Universidade Federal da Paraíba – NAC, até 1985.
Leciona na Universidade Federal da Paraíba, até 1988.

### 1979
Ministrou o curso de Introdução ao estudo de Folclorologia e Etnomusicologia no Núcleo de Pesquisa e Documentação da Cultura Popular – NUPPO da Universidade Federal da Paraíba.

### 1980
Escreveu o livro “Os anos 60, aspectos das artes plásticas na Paraíba”, com Francisco Pereira Junior, edição FUNARTE.
Produção visual da publicação “ALMANAC – Resumo das atividades do N.A.C.”, com edição da FUNARTE / UFPB / NAC.

### 1981
Representou, no Brasil, o Conselho Mundial de Artesanato, até 1986. 
Delegado-chefe no Brasil do Conselho Mundial de Artesanato, órgão filiado à UNESCO.
Ministrou o curso “Análise do discurso através da literatura brasileira dos anos 70”, no Núcleo de Arte Contemporânea (NAC) da Universidade Federal da Paraíba.

### 1982
Diretor artístico e Diretor técnico da Oficina Guaianases de Gravura, em Olinda – PE, até 1984.
Ilustra o livro “A aventura do amor atonal, ou, A síndrome genitálica”, com autoria de Wills Leal.
Ministra palestra sobre “Atividades do N.A.C. Da Universidade Federal da Paraíba” e “Cerâmica popular no Nordeste”, na Galeria de Artes do Clube Juvenil, Caxias do Sul-RS. 

### 1984
Sua obra é capa do livro “Poder político e produção do espaço”, com autoria de Manuel Correia de Andrade, publicado no Recife pela Fundação Joaquim Nabuco, Editora Massangana.
Produz capa e ilustrações do livro “O roteiro da febre”, com autoria de Luiz Carlos Duarte. 

### 1985
Produziu capa do livro No livro “Um anjo atravessa o asfalto”, com autoria de Valdélia Barros. Prêmio Polyutil de contos, 1985.

### 1986
Sua trajetória artística é destacada no livro “Arte do Nordeste” publicado, pela Spala Editora, no que se refere ao Estado da Paraíba, “o setor de artes plásticas do Departamento Cultural reuniu os artistas mais atuantes da década de 60”.
Membro da Comissão Nacional de Artes Plásticas da FUNARTE, colegiado responsável pela coordenação do Salão de Artes Plásticas, até 1988.

### 1987
Integra a Associação Brasileira de Críticos da Arte – ABCA e Associação Internacional de Críticos de Arte – AICA. 

### 1990
Produção visual da publicação “FAC - SÍMILE Barrio”, com edição da FUNARTE/ UFPB / NAC.

### 1991
A revista SOL A SOL - La revúe culturelle de l’amerique latine apresenta a matéria “Cryptogramme du sertao – L’art de Raul Córdula” sobre a exposição na França.

### 1992
Responsável pela implantação, no Brasil, da Associação Cultural de Le HorsLá, de origem Marserlhesa, nas cidades de Recife, João Pessoa, Salvador e Curitiba. 
Sua obra pictórica é objeto de Tese de Mestrado na Escola de Belas Artes da Universidade Estadual do Rio de Janeiro pela arquiteta Eleine Bourdette.

### 1995
Participou, como curador, do projeto “Archidy Picado: despertar da modernidade” do II Festival Nacional de Arte, promovido pela Fundação Espaço Cultural da Paraíba (FUNECS), João Pessoa -PB.

### 1996
Integrou a Comissão de Seleção e premiação da 5ª Bienal Internacional de Esculturas del Chaco, Argentina.

### 1997
Diretor de Desenvolvimento Artístico e Cultural da Fundação Espaço Cultural da Paraíba. (FUNESC), até 1998.
Membro da comissão de Seleção e Premiação do 4º Salão MAM Bahia de Artes Plásticas.

### 1998
Publica seu primeiro livro “Fragmentos: comentário sobre artes plásticas”, João Pessoa: [ edições FUNESC].
Lança seu livro “Fragmentos: comentário sobre artes plásticas”, pela Fundação José Augusto, na Pinacoteca do Estado do Rio Grande do Norte, Natal -RN.

### 1999
Curador Geral do Prêmio Pernambucano de Artes Plásticas Novos Talentos, no Museu de Arte Contemporânea de Pernambuco, Olinda-PE.

### 2000
Curador geral do 44º Salão Pernambucano de Artes Plásticas, Recife-PE. Após dez anos de hiato sem ocorrência do SPAP/PE, fundado em 1942, Raul Córdula propõe um Salão voltado ao público e não ao artista. 
Integrou a Comissão de seleção e premiação do Prêmio Pernambuco de Artes Plásticas Novos Talentos, Olinda-PE.
Publica “Caminhos de Pedra: calçadas do bairro do Recife”, pela Prefeitura Departamento de Preservação dos Sítios Históricos, Ed. Tanahlot.
A exposição do artista, ocorrida em Olinda (1968), em que produziram um manifesto intitulado “Inventário do Feudalismo Cultural Nordestino”, onde aconteceu também o lançamento do livro “Idolatria”, um poema-processo de Marcus Vinicius, é destaque no livro “Do Frevo ao manguebeat”, com autoria de José Teles.
Ministrou oficina “Pintura sobre papel” do VI Festival Nacional de Arte, promovido pela Fundação Espaço Cultural da Paraíba (FUNESC), João Pessoa -PB.

### 2001
Curador adjunto da exposição “Museu de Arte Assis Chateubriand – MAAC. Coleções do Brasil”, em Brasília, no Centro Cultural Banco do Brasil.
Recebe título de História Viva do Recife pela Prefeitura da Cidade do Recife, no 19º aniversário de fundação do Museu da Cidade do Recife.
Sua obra compõe o catálogo “Olinda. Patrimônio da humanidade. Arte em toda parte.”

### 2002
Integrou e presidiu o Conselho Municipal de Cultura da Prefeitura do Recife, junto a Fred Zero 4, José Paulo, entre outros, até 2004. 
Ministrou a oficina “Visões de Anatomia – Pinturas sobre papel” do XII Festival de Inverno da UFPR, Antonina -PR.

### 2003
Publicou o texto “Luzes de Holanda”, no livro “Relendo o Recife de Nassau”, organizador por Gilda Maria Whitaker Verri, Jomard Muniz de Britto.
Participou como debatedor da Jornada de Crítica de Arte do IX Festival Nacional de Arte promovido, pela Fundação Espaço Cultural da Paraíba (FUNESC), João Pessoa-PB.
Participou da comissão de seleção da II Bienal da Gravura do IX Festival Nacional de Arte promovido, pela Fundação Espaço Cultural da Paraíba (FUNESC), João Pessoa-PB.

### 2004
Integrou a Comissão de seleção e premiação da 7ª Bienal do Recôncavo, Cachoeira-BA.
Publicou os textos “A Experiência renovadora do NAC no campo da extensão universitária.”, “Arte Postal: alguma coisa mais no ar além de aviões de carreira.” e “Manifesto da precariedade do NAC”, no livro “Núcleo de Arte Contemporânea da Paraíba – NAC”, organizado pelo artista Dyógenes Chaves Gomes, Rio de Janeiro: FUNARTE.
Participa com a apresentação da comunicação Crítica de Arte e Curadoriado Seminário Internacional “Arte, Crítica e Mundialização”, organizado pala Associação Brasileira de Crítica de Arte (ABCA), no Museu de Arte Contemporânea da Universidade de São Paulo, São Paulo – SP.

### 2005
Curador no SPA Tamarineira, Recife-PE. 
Publica o texto “Lula Cortes, demônio do bem” na revista. Reticências – Revista do Conselho municipal de Cultura – Ano 30, nº10.
Participa das mesas-redondas “Colóquio Brasil-Argentina: Fronteiras” e “Colóquio Câmara Setorial de Artes Visuais: Nordeste” do XI Festival Nacional de Arte, promovido pela Fundação Espaço Cultural da Paraíba (FUNESC), João Pessoa -PB.
Curadoria da exposição “A Pintta de Paisagem em Pernambuco”, no Centro de Convenções de Pernambuco, realizado pelas Tintas Iquine, Recife-PE.

### 2006
Publica o texto “Manifesto da precariedade do NAC”, no livro “Crítica de Arte no Brasil: temáticas contemporâneas”, organizador por Glória Ferreira, Rio de Janeiro pela Funarte.

### 2007
Sua obra é citada na publicação do “AICA Congress – São Paulo”.

### 2008
Escreve prefácio e texto de apresentação no livro “Cor – Construção e Harmonia”, com autoria de Alena Sá, João Pessoa-PB.
Participa do programa Conexão Artes Visuais/MINC/FUNARTE/Petrobrás, na mesa-redonda “MAAC – história e criação de um museu”, João Pessoa -PB. 

### 2009
Integrou a Comissão Técnica do Prêmio Bunge de Pintura, São Paulo -SP.
Publica o livro “Memórias do Olhar”, Editora Linha D’Água, João Pessoa.
Escreve o livro “Tereza Costa Rêgo”, Olinda.
Publica os textos “Manifesto da precariedade do NAC” (versão em inglês e espanhol), no livro “Arte Contemporânea brasileño: documentos y críticas” coordenado pela Glória Ferreira. 
Sua obra é destaque no catálogo “Arte como questão: anos 70” com curadoria Glória Ferreira, em São Paulo, publicado pelo Instituto Tomie Otake.
Produz capa e lustrações no livro “Poesias da Juventude – incluindo o opúsculo No meio dos ciganos”, com autoria de Luiz Correa Alves, em João Pessoa, publicado pelas Edições Linha Dágua. 
Curadoria na exposição “A reinvenção de Samico”, Galeria Arte Plural, Recife-PE.
Publicou o texto “Emoção arcaica”, no catálogo da exposição José Bezerra Esculturas, exposição na Galeria Estação, São Paulo.
Escreveu o texto crítico da exposição “Poiesis” no Museu do Estado de Pernambuco – MEPE.
Participa da exposição “Olhar da Crítica: Arte Premiada da ABCA e o Acervo Artístico dos Palácios”, Palácio dos Bandeirantes, São Paulo -SP.

### 2010
Ganha Prêmio Gonzaga Duque, Associação Brasileira de Críticos de Arte – ABCA.
Integrou a Comissão de Seleção do Espaço Expositivo da Usina Cultura ENERGISA, João Pessoa-PB. 
Sua obra compõe o “Dicionário das Artes Visuais na Paraíba” organizado por Dyógenes Chaves Gomes, em João Pessoa, publicado pela Linha Dágua.
Curador na exposição “Derlon Almeida e Galo de Souza”, com curadoria adjunta de Bárbara Collier, na Galeria Arte Pural, Recife-PE.
Curador na exposição “Geometrias, gestos e grafias”, na Galeria Arte Plural”, Recife-PE.

### 2011
Publica texto “Memórias do sorriso”, no livro Trajetórias I: ProCOa2011 – Projeto Circuito Outubro Aberto.
Recebe da Academia Internacional de Literatura e Artes o diploma Comenda Ariano Suassuna, pela sua contribuição em artes plásticas, Recife-PE.

### 2012
Exposição individual “Raul Córdula: 50 anos de arte - uma antologia”, na Galeria Janete Costa, Recife-PE.
Publica texto “Dyogenes além da arte” no livro “2005-2010: Ensaios sobre artes visuais na Paraíba”, João Pessoa: 2OU4.
Curador da exposição “A persistência da Paisagem Antônio Mendes”, na Galeria Arte Plural, Recife-PE. 
Curador na exposição “Maurício Arraes”, na Galeria Arte Plural, Recife-PE.
Curador na exposição “Cabeça-retrato – Manuel Dantas Suassuna”, na Galeria Arte Plural, Recife-PE

### 2013
Publica “Utopia do olhar”, em Recife pela Fundarpe.
Curador na exposição “LE HORS-LÀ = 20 ANOS DE INTERCÂMBIO Brasil-França” junto com Dyógenes Chaves, na Usina Cultural Energisa, João Pessoa-PB
Organiza a publicação “LE HORS-LÀ = 20 ANOS DE INTERCÂMBIO Brasil-França” - João Pessoa : 2OU4, 2013. 96p.: il. (Edição Bilingue).
Curador na exposição “Paraísos José Barbosa”, na Galeria Arte Plural, Recife- PE. 
Curador na exposição “Únicos e Múltiplos” - Homenagem a Antenor Vieira de Mello e Braz Marinho, na Galeria Arte Plural, Recife-PE.
Curador na exposição “Arte&Linguagem: 40 anos de Arte Visual, no Museu do Estado de Pernambuco, Recife-PE.
Curador na exposição “Florença/ Recife: pintura pura”, na Galeria Arte Plural, Recife-PE.

### 2014
Ganha Prêmio Sergio Milliet pelo livro “Utopia do Olhar”, pela Associação Brasileira de Críticos de Arte, São Paulo- SP.
Curadoria na exposição “Pretextos Roberto Ploeg”, na Galeria Arte Plural, Recife-PE.
Ministra Curso Arte pernambucana moderna e contemporânea, no estado de Pernambuco.
Curadoria na exposição “Carlos Trevi: Territórios de memória”, Sobrado, Olinda-PE.
Curadoria na exposição “Maurício Arraes: Paris, desenhos e pinturas”, na Galeria Arte Plural, Recife-PE.

## Artigos e Textos Críticos escritos por Raul Córdula Publicados em periódicos, catálogos, folders e exposições

### Década de 1960
Breno Mattos - Catálogo da exposição na Galeria José Américo de Almeida - Teatro Santa Roza - João Pessoa, 14 de junho de 1968.

### Década de 1970
Manifesto mais cariri do que rococó. - A respeito do prêmio de viagem obtido no II Salão de Arte Global de Pernambuco - João, Pessoa, 1976
Uma ideologia do fazer. - Olinda, 1977.

### Década de 1980
Texto sobre a obra em papel de Antonio Dias editado no ALMANAC - João Pessoa, 1980.
O artista da terra. Jornal O MOMENTO. - João Pessoa, 1981
Um novo estímulo ao mercado de arte. Jornal A UNIÃO. João Pessoa,1981
Mostra Paralela da 1ª Exposição Internacional de Art Door - Núcleo de Arte Contemporânea da UPPB – João Pessoa, 1981.
Mostra paralela da 1ª exposição de arte door – João Pessoa,1981. 
Civitas Diabolis - Impressões sobre a pintura de Flávio Tavares. 1981.
Papel: resistência e desafio. - João Pessoa, 1981
O papel na arte de José Patrício – Olinda, 1982.
Paisagem zero - Para o Museu de Arte Contemporânea de Pernambuco. - Olinda, 1983.
Manifestações urbanorrupestres:a cidade como suporte da arte. - Comunicação ao II Encontro Nacional de Artistas Plásticos Profissionais – II ENAPP – Porto Alegre, 1983.
Córdula anuncia criação de museu – Entrevista a Hubitscheck Pinheiro – João Pessoa, 1983.
Paisagens do coração e Universusmulti - Catálogo da exposição no Museu de Arte do Rio Grande do Sul - MARGS - Porto Alegre, 1984.
José Lyra, pintor de João Pessoa - Para o catálogo da exposição 27 Paisagens Brasileiras, produzidas pela FUNARTE - Rio de Janeiro, 1984.
A pintura gestual e construída de Chico Pereira - Para a exposição na Galeria Gamela. - João Pessoa, 1984.
Aloisio Magalhães e o desenho industrial brasileiro – Jornal A UNIÃO. - João Pessoa, 1984.
A cidade e o artista – Jornal O NORTE – João Pessoa, 1985.
Memórias do amor - Catálogo da exposição, Palácio dos Governadores (sede da Prefeitura de Olinda) - Olinda, 1985.
Exposição do acervo de arte naïfe da Fundação Armando Alvarez Penteado – FAAP, Jornal A UNIÃO
João Pessoa, terça-feira, 21 de maio de 1985.
Solange Lajes, pintora alagoana – Jornal de Alagoas – Maceió,1986.
Breve panorama das artes plásticas na Paraíba – Brasil / Arte do Nordeste. - João Pessoa,1986.
Novas cenas da vida brasileira. - Jornal O NORTE. - João Pessoa, 1986.
Considerações sobre o 9º Salão Nacional de Artes Plásticas – Correspondência a Luciano Figueiredo. - 1987.
Carta para o crítico de cinema e artes plásticas Celso Marconi, Jornal do Comércio. - Recife, 1987/1988.
Olinda e o olhar feminino - Catálogo da exposição no Convento do Carmo. - Vila do Conde, Portugal – 1988.
Manifesto - para a exposição. - Recife, 1989.
O artesanato e o futuro. - Recife, 28 de setembro de 1989

### Década de 1990
A arte e o ofício do papel - Catálogo da Galeria Pasárgada Arte Contemporânea - Recife, 1990
Labirintos - Catálogo da exposição na Galeria Karan d’Arche - Maceió, 1992
A construção do sensível - Catálogo da exposição na Galeria Gamela - João Pessoa, 1992
André Lasmar. - Recife, agosto de 1993.
Córdula anuncia criação de Museu - Entrevista a Kubitchek Pinheiro – João Pessoa, 21 de setembro de 1993.
Workshop MamBahia de Artes plásticas. - Salvador, 1994.
Bienal da Bahia: o avanço e o retrocesso. - Salvador, 1994
Fragmentos - Catálogo da exposição, Galeria Vicente do Rêgo Monteiro, Recife, agosto de 1995
A reinvenção do cotidiano - Exposição no Museu do Estado de Pernambuco. - Recife, fevereiro de 1995
A cidade do artista - Catálogo da Exposição, Galeria Vicente do Rego Monteiro. - Recife, 1995
O olhar sutil - Catálogo da exposição, Galeria PALLON. - Recife, outubro de 1995
Paisagens de luz - Para a revista Paraíba Cultural, edição do Conselho de Cultura do Estado da Paraíba - João Pessoa, 1995
Archidy Picado, o despertar da modernidade - Apresentação do evento Homenagem a Archidy Picado, II Festival Nacional de Arte - II FENART - Espaço Cultural José Lins do Rego - João Pessoa, 1995
A arte de Alexandre Filho - Catálogo da exposição na Falcone Arte & Objetos - João Pessoa, 1995
Viva o nosso mercado de arte! - 1995.
José Paulo, artista eclético - Catálogo da exposição “Recortes”- Galeria Vicente do Rego Monteiro – Recife, setembro de 1996.
Tinta sobre pape - Catálogo da Galeria Vicente do Rêgo Monteiro - Recife, 1997
Ana Lisboa, a gravadora - Catálogo da exposição, Galeria Massangana, Recife, dezembro de 1997
Arte e mestiçagem - Para a exposição, Galeria Archidy Picado, João Pessoa, 1997
O anjo torturado - Publicado no caderno SHOW do jornal O Norte - em 2 de dezembro de 1997, republicado na revista Paraíba Cultural 12, do Conselho Estadual de Cultura.
Primavera Negra - Olinda, 1998
O retrato e o retratista - Catálogo da exposição, Centro de Convenções do Hotel Tambau. Janeiro, 1998
Objetos da solidão - Catálogo da exposição no Espaço Cultural do Banco Central - São Paulo, 1998
Terra planetária - Catálogo da exposição no Museu Alfredo Andersen - Curitiba, 1998
Entrevista a Hubitscheck Pinheiro - Jornal Correio da Paraíba - João Pessoa, 1998.

### Anos 2000
O museu de arte assis chateaubriand. - Catálogo da exposição Acervos Brasileiros Centro Cultural Banco do Brsil (CCBB) com curadoria de Marcus Lontra - Brasília, 2001
Neoliberalismo e fim da arte. - Olinda, 2005
Notícias sobre a arte incomum. - Olinda, outubro, 2005.
Memória da Geração 59. - João Pessoa, 22 de novembro de 2007
Amazônico contemporâneo. - Olinda, carnaval, 2009.
Tereza Costa Rêgo – arte da paz e da guerra. - Olinda, 2009.
Atuais - últimos anos
Amélia – exposição Caixa D’Água – Olinda, 2011
Viva o Livro Livre. - Olinda, 2011.
Visita ao ateliê de Manoel Dantas Suassuna. - Recife, 2012.
A arte de Amélia. - João Pessoa, Mossoró – 2012 e 2014
Circo do escavalinho. 2013.
Visões do Paraíso. Para exposição na Arte Plural Galeria – Recife, 2014.
O amigo Breno Mattos. - Para o Jornal UNIÂO - Olinda, 2014.

### Sem informação da data

#### A
A bienal possível
A experiência curatorial do NAC
A forma e o signo – Augusto Ferrer
A grande viagem do VI FENART
A gravura de Samico
A hora do Dragão
A persistência da paisagem
A pintura de Marcelo Peregrino
A reinvenção de Samico
A resistência da escultura / La resistencia de la escultura
A UNIÃO nas Letras e nas Artes
A vanguarda ainda existe
Acervos do nordeste
Afinal, o que é artesanato?
Algumas colocações sobre arte contemporânea em relação à filosofia
Anna Maria Maiolino
Anos 60
Anos 60 – Posfácio
Ao Gosto dos Anjos
Arcaico, perene, religioso e moderno
Arquitetos e joalheiros
Arte e descaso em João Pessoa
Artes plásticas na Paraíba – resumo
Arte e urbanidade
Arte em toda parte
Arte Pública
Arte e carnaval – Petrônio Cunha
Artistas escritores no Nordeste
Arte Pública
As duas torres – Câmara e Brennand
Ateliê Grilo

#### B
Breve notícia sobre a cerâmica popular do Nordeste brasileiro
C
Cabeça-retrato
Caminhos de pedra
Canção mineral – Ana Lúcia Pinto
Cem anos de Bajado
Colares
Como a nova ordem econômica afeta o mercado da arte
Como seria o Guggenheim no Recife?
Corredor cultural
Cultura que dá certo?

#### D
Da xilogravura ao muro
Depoimento MAAC
Do grafite à tela
Dois grafiteiros do Recife

#### E
Eduardo Araújo
Emoção arcaica
Entrevista para O NORTE
Espaço Cultural
Espaço da paixão

#### F
Fractais

#### G
Geometrias, escritas e gestos - Dyógenes além da arte

#### I
Iluminuras
Imaginário material
Intervenções – Célia Araújo

#### J
Jogos formais, pintura imaginária
José

#### L
Leon Clerot, meu amigo elefante
Luciano Pinheiro 

#### M
MAAC – breve notícia
Maurício Arraes em Paris
Maurício Arraes, pintor verdadeiro
Memória do mangue
Memória transparente – Lorane
Meu amigo neozelandês
Mistérios de Alice – Alice Vinagre
Mostra Nordeste De Artes Visuais
Museu de Arte Assis Chateaubriand

#### N
NAC 3 anos de experimentações
No reino da pintura
Nordeste, pintura sempre
Notas sobre a arte construída
Notícia sobre os “Seres Humanos”
Notícias da cidade das esculturas
Novos olhares

#### O
O artesanato na Paraíba
O artesanato na Paraíba
O artesanato e o futuro
O artista e a crítica
O colecionismo de arte
O fidalgo semiótico
O litógrafo
O museu e a imprensa
O museu vivo de Mary Gondim
O pintor se pinta 
O regional e o universal
Os ritos de Christina Oiticica
O VI FENART e a nave FUNESC
Olinda, reinado dos gigantes
Onde está a tua cara, arte do povo?

#### P
Pala Palavra – Dácio Galvão
Para que serve um salão de arte?
Pedro
Pedro Américo e o FENART
Pintura pura
Pintura redescoberta – Ana Veloso
Preservar o sangue

#### R
Ro Ró de Sá

#### S
Salon Filipéia
Samico
Segundo Salão Mambahia
Silvio Hansen e a vanguarda perene
Sinais de vigor

#### T
Três Linguagens – Ana Veloso, Diógenes Chaves e Manuel da Marinheira

#### U
Uma pinacoteca na Universidade
Uns são artistas, outros não
Utopia do olhar - Olinda

#### V
Vinho e grafite
Vislumbramentos
Visões do Recife

4 artistas da Paraíba